# New Girl
New Girl är en amerikansk komediserie i 146 avsnitt fördelade på sju säsonger, producerad av FOX. Serien sändes ursprungligen mellan den 20 september 2011 och den 15 maj 2018.
Seriens musik är i skriven av Ludwig Göransson. Vinjetten "Hey girl" är skriven och framförd av Zooey Deschanel.
Serien nominerades till ett flertal priser, bland annat en Golden Globe för bästa TV-serie i kategorin komedi eller musikal 2012. Critics' Choice Awards utsåg 2012 New Girl till bästa nya serie.

## Handling
Den livliga och snälla läraren Jessica "Jess" Day (Zooey Deschanel) kommer hem tidigare från sin semesterresa i New York och kommer på sin pojkvän med att vara otrogen i deras bostad. Med hjälp av sin bästa vän Cece Parikh (Hannah Simone) hittar hon en annons på Craigslist och flyttar in i ett rum i en industrivåning med tre okända singelmän: den prokrastinerande bartendern Nick Miller (Jake Johnson), självutnämnde casanovan Schmidt (Max Greenfield) och den mycket intensiva personliga tränaren Coach (Damon Wayans Jr.) bor. Coach flyttar ut efter första avsnittet och ersätts av Winston Bishop (Lamorne Morris), som nyligen kommit hem efter en någorlunda professionell basketkarriär i Lettland. 
Jess tillbringar de första dagarna i den nya lägenheten med att högljutt gråta sig igenom filmen Dirty Dancing och de tre vännerna är skeptiska till att den nya rumskamraten kommer att bli långlivad. Det dröjer dock inte länge innan den omaka kvartetten blir vänner.
Serien följer vännerna i lägenheten 4D och deras relationer.

## Roller i urval

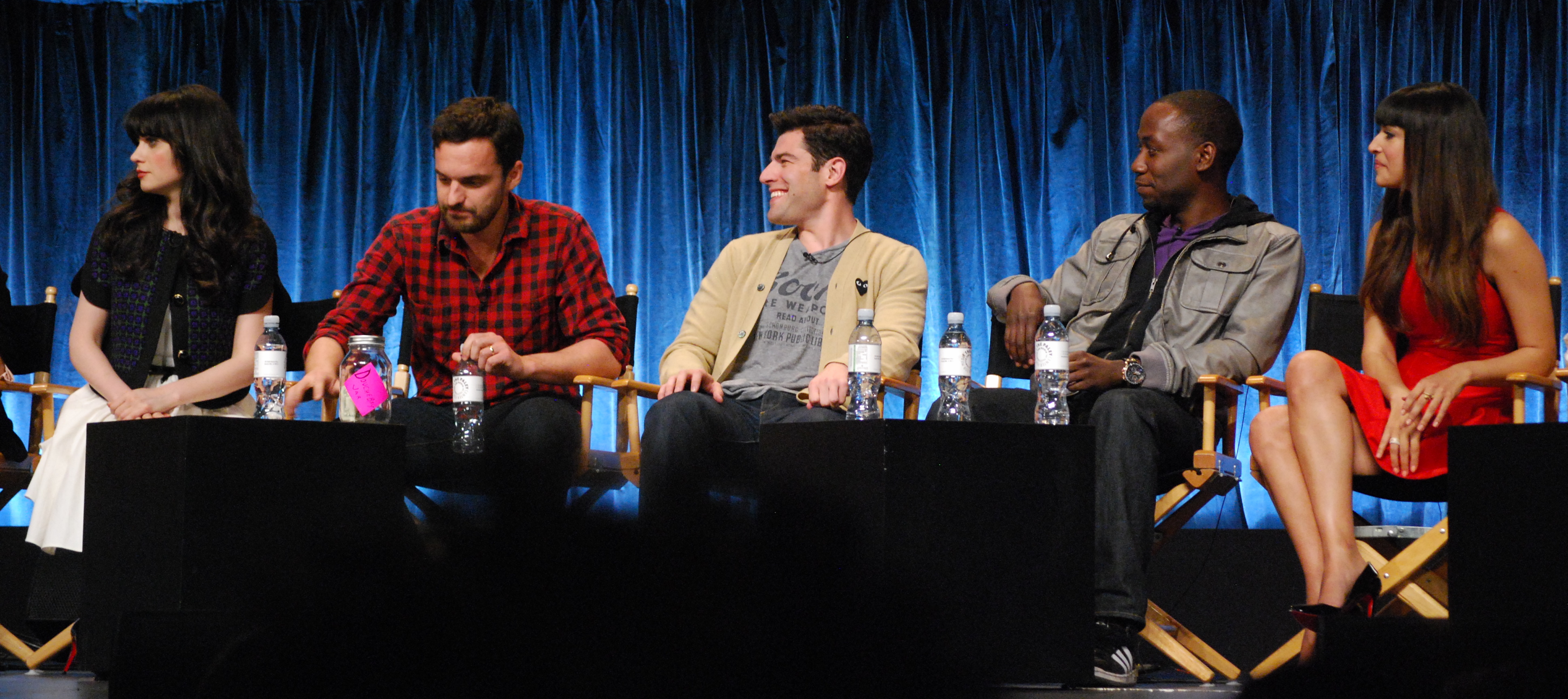
Huvudrollsinnehavarna från vänster: Zooey Deschanel (Jess), Jake Johnson (Nick), Max Greenfield (Schmidt), Lamorne Morris (Winston) och Hannah Simone (Cece).

### Huvudroller
- Zooey Deschanel – Jessica "Jess" Day
- Jake Johnson – Nicholas "Nick" Miller
- Max Greenfield – Winston Schmidt
- Lamorne Morris – Winston "Winnie" Léandre Bishop
- Hannah Simone – Cecilia "Cece" Parekh[a]
- Damon Wayans Jr. – Ernie "Coach" Tagliaboo

### Biroller
- Kali Hawk – Shelby
- David Walton – Sam Sweeney
- Merrit Wever – Elizabeth
- Dermot Mulroney – Russell
- Mary Elizabeth Ellis – Caroline
- Steve Agee – Outside Dave
- Satya Bhabha – Shivrang
- Nelson Franklin – Robby
- Curtis Armstrong – Dr. Foster
- Jessica Chaffin – Bertie
- Lizzy Caplan – Julia
- Rebecca Reid – Nadia
- Justin Long – Paul Genzlinger
- June Diane Raphael – Sadie
- Rachael Harris – Tanya Lamontagne
- Brenda Song – Daisy
- Rob Reiner – Bob Day, Jess far
- Jamie Lee Curtis – Joan Day, Jess mor
- Linda Cardellini – Abby Day, Jess syster
- Olivia Munn – Angie
- Carla Gugino – Emma
- Ralph Ahn – Tran
- Jeff Kober – Remy
- Phil Hendrie – Joe Napoli
- Gillian Vigman – Kim
- Dennis Farina – Walt Miller, Nicks far
- Jon Lovitz – Rabbin Feiglin
- Jeanne Tripplehorn – Ouli
- Rachael Harris – Tanya
- Julian Morris – Ryan Geauxinue
- Michaela Watkins – Gina